# 破傷風

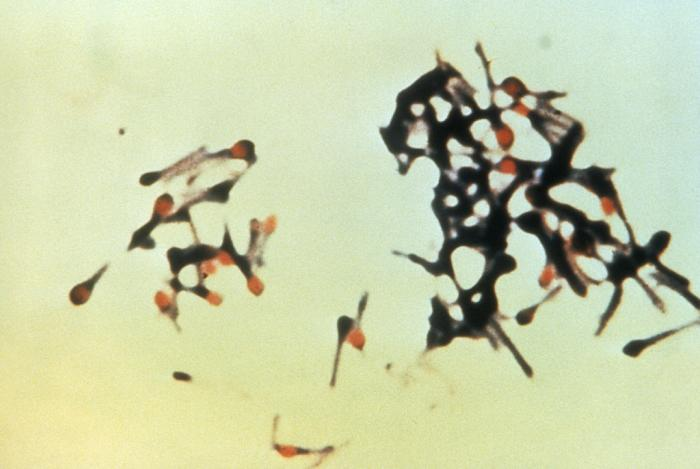
破伤风杆菌

破伤风（英語：Tetanus/Lockjaw），俗称四六风、臍帶風、七日风，因为在婴儿出生后4至6天，少数早至2天或迟至14天以上发病。当破损的皮肤或粘膜被感染，或新生儿由于切断脐带时被感染，破伤风芽孢杆菌侵入致病。破伤风梭状芽孢杆菌也会对其他有开放性损伤的人或动物侵入而致病。目前死亡率約10%。目前破伤风在发达国家已獲得控制，主要疫区几乎都集中在发展中国家。

## 成因與臨床症狀
破傷風的病原體是破傷風梭狀芽胞桿菌。感染到此疾病的原因，通常是由沾有細菌的物品（如金屬銳器）對皮膚造成損傷（如切傷或穿刺傷），並同時將病原菌送至體內（较深的伤口会提供该细菌繁衍的厌氧性环境从而活化该细菌）。此細菌通常存在於泥土、灰塵、以及糞便。
破傷風在臨床上明顯的症狀為痙攣。最常見的痙攣型態從顎開始，接著進展到身體其餘部位。痙攣通常每次持續數分鐘，且在三到四周內頻繁發生。有些嚴重痙攣甚至會使患者骨折。其他症狀包括發燒、頭痛、吞嚥困難、高血壓、以及心跳過速。症狀通常在感染後3天至3周內發生，可能需要數個月康復，然而約10%的感染者會死亡。
破傷風梭狀芽胞桿菌產生的破傷風毒素會刺激神经中枢，干擾肌肉正常收縮的能力，並引起上述症狀。診斷通常依賴患者主訴的症狀及徵候。

## 預防、治療與預後
患者在感染可經過適當的接種破傷風疫苗來預防。當傷者有顯著傷口，一般而言可用不到三個劑量的疫苗內含有免疫抗體和破傷風免疫球蛋白的破傷風預防注射劑來減輕感染破傷風的可能性。而對傷者也染上破傷風，破傷風預防注射劑或靜脈注射免疫球蛋白（intravenous immunoglobulin, IVIG）可擇一使用。傷口應清洗並去除任何壞死組織。肌肉鬆弛劑也可以用來控制痙攣。若病況影響到患者的呼吸，可能要使用呼吸器。
患者在傷口做好基本處理後，保持乾淨，保温，避光及不必要的刺激。必要时可注射止痉剂。破伤风免疫球蛋白（TIgG或TIG）500IU（生物活性）深部肌肉注射或用破伤风马血清抗破伤风毒素（TAT）1～2万IU静脉滴注，使用前需先使皮膚測試患者是否會過敏與否，經皮膚測試後的結果若呈現阳性者，需经脱敏治疗。
依照患者傷口乾淨程度、以及在5或10年內是否曾接受疫苗注射兩個因子，決定是否需追加注射破傷風疫苗。

## 流行病學史
破傷風在全世界都可能發生，尤其以濕熱氣候的區域較常發生，因其泥土通常含有大量有機物質，較適宜破傷風梭狀芽孢桿菌存活。在2013年，破傷風造成約59,000人死亡，比起1990年的356,000來得低。根據希波克拉底描述，破傷風至少從西元前5世紀就存在，但直到1884年致病的病原菌才被發現，而1924年才發展出疫苗。
此疾病通常不會通過人與人之間的互動而傳染。